# امكابسة المركز (مكانسة)
امكابسة المركز هي إحدى مشيخات المملكة المغربية، تتبع جغرافيا لإقليم تاونات وإداريًا لمكانسة. يقدر عدد سكانها بـ 2008 نسمة حسب الإحصاء الرسمي للسكان والسكنى لسنة 2004.